# Xã Adams, Quận Arenac, Michigan
Xã Adams (tiếng Anh: Adams Township) là một xã thuộc quận Arenac, tiểu bang Michigan, Hoa Kỳ. Năm 2010, dân số của xã này là 563 người.